# Isländischer Fußballpokal der Männer 1961
Der isländische Fußballpokal 1961 war die zweite Austragung des isländischen Pokalwettbewerbs der Männer. Pokalsieger wurde Titelverteidiger KR Reykjavík. Das Team setzte sich im Finale am 22. Oktober 1961 im Melavöllur von Reykjavík gegen ÍA Akranes durch.

## Modus
Die Begegnungen wurden in einem Spiel ausgetragen. Bei unentschiedenem Ausgang wurde das Spiel wiederholt.

## 1. Runde
| Datum      |                   | Ergebnis |                     |
| ---------- | ----------------- | -------- | ------------------- |
| 19.08.1961 | ÍA Akranes B      | 3:3      | þróttur Reykjavík B |
| 24.08.1961 | þróttur Reykjavík | 6:3      | KR Reykjavík B      |

### Wiederholungsspiel
| Datum      |              | Ergebnis |                     |
| ---------- | ------------ | -------- | ------------------- |
| 27.09.1961 | ÍA Akranes B | 2:3      | þróttur Reykjavík B |

## 2. Runde
In dieser Runde kamen sechs Mannschaften hinzu: Der Tabellenletzte der 1. deild 1960, 3 Zweitligisten und zwei Reservemannschaften.
| Datum      |                   | Ergebnis |                      |
| ---------- | ----------------- | -------- | -------------------- |
| 14.08.1961 | Valur Reykjavík B | 1:1      | þróttur Reykjavík    |
| 14.08.1961 | Fram Reykjavík B  | 4:2      | Breiðablik Kópavogur |
| 26.08.1961 | ÍB Ísafjörður B   | 6:0      | Víkingur Reykjavík   |
| 02.09.1961 | ÍB Keflavík       | 13:00    | þróttur Reykjavík B  |

### Wiederholungsspiel
| Datum      |                   | Ergebnis |                   |
| ---------- | ----------------- | -------- | ----------------- |
| 21.08.1961 | Valur Reykjavík B | 0:4      | þróttur Reykjavík |

## 3. Runde
| Datum      |               | Ergebnis |                   |
| ---------- | ------------- | -------- | ----------------- |
| 09.09.1961 | ÍB Keflavík   | 3:2      | þróttur Reykjavík |
| 09.09.1961 | ÍB Ísafjörður | kampflos | Fram Reykjavík B  |

## Viertelfinale
Teilnehmer: Die zwei Sieger der 3. Runde und die sechs Teams der 1. deild 1961.
| Datum      |                | Ergebnis |                  |
| ---------- | -------------- | -------- | ---------------- |
| 30.09.1961 | KR Reykjavík   | 2:0      | ÍB Hafnarfjörður |
| 01.10.1961 | Fram Reykjavík | 3:0      | Valur Reykjavík  |
| 08.10.1961 | ÍBA Akureyri   | 1:2      | ÍB Keflavík      |
| 08.10.1961 | ÍA Akranes     | 3:0      | Fram Reykjavík B |

## Halbfinale
| Datum      |              | Ergebnis |                |
| ---------- | ------------ | -------- | -------------- |
| 08.10.1960 | KR Reykjavík | 2:1      | Fram Reykjavík |
| 16.10.1960 | ÍA Akranes   | 2:1      | ÍB Keflavík    |

## Finale
| Paarung        | KR Reykjavík – ÍA Akranes                                                                               |
| Ergebnis       | 4:3 |
| Datum          | 22. Oktober 1961                                                                                        |
| Stadion        | Melavöllur, Reykjavík                                                                                   |
| Schiedsrichter | Hannes Sigurðsson                                                                                       |
| Tore           | Für KR Reykjavík0 Gunnar Felixson, Sveinn Jonsson Für ÍA Akranes:00.. Þórður Jónsson, Skuli Hakonarsson |